# Rigoberta Menchú
Rigoberta Menchú Tum (Uspantán, El Quiché, 9 de janeiro de 1959) é uma indígena guatemalteca do grupo Quiché-Maia.
Foi agraciada com o Nobel da Paz de 1992, pela sua campanha pelos direitos humanos, especialmente a favor dos povos indígenas, sendo Embaixadora da Boa Vontade da UNESCO e vencedora do Prêmio Príncipe das Astúrias de Cooperação Internacional.

## Biografia
Filha de Vicente Menchú Pérez e de Juana Tum Kótoja, duas personalidades bastante respeitadas em sua comunidade natal. Seu pai foi um ativista em defesa das terras e direitos indígenas e Juana, a mãe, uma parteira indígena, saber adquirido de geração em geração.
Em 12 de fevereiro de 2006 anunciou que postularia o cargo de Presidente nas Eleições gerais desse ano. Tinha a esperança de ser a primeira mulher a ocupar o cargo máximo de seu país — e terceira indígena (depois do mexicano Benito Juárez e do boliviano Evo Morales, como o primeiro vencedor do Nobel a concorrer a uma Presidência~) (os dois outros foram o costa-riquenho Óscar Arias e o israelense Shimon Peres) — mas obteve apenas 20,7% dos votos.

### Lutas e obra
O Nobel foi-lhe dado em reconhecimento aos seus trabalhos por justiça social e reconciliação étnico-cultural baseado no respeito aos direitos dos povos indígenas, coincidindo com o quinto centenário da chegada de Cristóvão Colombo à América, com a declaração de 1993 como Ano Internacional dos Povos Indígenas.
Na leitura do prêmio, reivindicou os direitos históricos negados aos povos indígenas e denunciou a perseguição sofrida desde a "descoberta" do continente americano por Colombo, momento em que destruiu uma civilização plenamente desenvolvida em todo os âmbitos do conhecimento; finalmente, refletiu pela necessidade de paz, desmilitarização e justiça social em seu país, assim como o respeito pela natureza e a igualdade para as mulheres.
Grande parte de sua popularidade adveio do livro autobiográfico de 1982-83 "Me llamo Rigoberta Menchú y así me nació la conciencia (em inglês I, Rigoberta Menchú — numa versão literal: Me chamo Rigoberta Menchú e assim me nasceu a consciência). O livro foi, em verdade, escrito por Elisabeth Burgos, a partir de entrevistas com Rigoberta.
Neste livro, Rigoberta explica como iniciou a vida como trabalhadora numa plantação de café aos cinco anos de idade, em condições tão péssimas que foram a causa da morte de seus irmãos e amigos. Recebeu certa educação católica, o que a vincularia, mais tarde, a trabalhos junto à Igreja.
Já adulta, participou em manifestações de protesto contra o regime militar por seus abusos contra os direitos humanos. A Guerra Civil da Guatemala teve lugar entre 1962 e 1996, embora a violência tenha se iniciado antes daquela data. As ameaças forçaram-na ao exílio no México, em 1981. Neste mesmo ano seu pai foi assassinado na embaixada espanhola na cidade da Guatemala. Em 1991 participou da elaboração da Declaração dos Direitos dos Povos Indígenas pela ONU.
Quando findou a guerra civil, intentou levar aos tribunais espanhóis políticos e militares que haviam assassinado cidadãos espanhóis, e por genocídio contra o povo Maia da Guatemala. As acusações incluíam o ditador ex-militar e candidato à Presidência Efraín Ríos Montt.
Em 1998 foi galardoada com o Prêmio Príncipe das Astúrias de Cooperação Internaciona, junto a Fatiha Boudiaf, Fatana Ishaq Gailani, Somaly Mam, Emma Bonino, Graça Machel e Olayinka Koso-Thomas "por su trabajo, por separado, en defensa y dignificación de la mujer".
Em 2006 participou, como Embaixadora da Boa-Vontade da UNESCO no governo de Óscar Berger.

## Controvérsias sobre sua autobiografia
O livro possui inexatidões significativas. Em 1999, o antropólogo David Stoll descobriu que haviam alterado ou exagerado elementos de sua vida, para imprimir uma imagem de que a família Menchú tinha sido uma radical lutadora na defesa dos direitos sociais. Por exemplo, seu pai Vicente Menchú recebeu terras do governo guatemalteco; colaborara com as forças de paz dos Estados Unidos; não viviam em condições tão péssimas como dizia, para serem semi-escravizados nas grandes plantações de café; seu irmão não foi queimado vivo em uma praça, mas morreu com um tiro (no entanto, Stoll considerou que a descrição que ela dá da morte do irmão "pode ser considerada factual") — dentre outras. Apesar de tudo, em nenhum momento negou-se a legitimidade do Prêmio Nobel nem a existência da violência militar na Guatemala.
Seus defensores, e ela própria, atribuem tais inexatidões à vontade em ilustrar melhor a história da repressão sobre os indígenas maias, por parte do governo de seu país.

## Aspirações políticas
Rigoberta Menchú foi candidata à Presidência da Guatemala no partido político Encuentro por Guatemala (EG), de ideologia esquerdista, nas eleições gerais de 9 de setembro de 2007.
Para este projeto fez-se necessário o pacto entre o partido indígena criado por ela (WINAQ) e o EG, dirigido pela deputada e ativista humanitária Nineth Montenegro.
A III Cúpula Indígena Mundial, realizada no mês de março de 2007, decidiu não apoiar as aspirações políticas de Rigoberta, já que os indígenas não se sentiam representados por suas propostas.

## Entrevistas recentes
- "Ya no deseo estar en la vitrina". Sod, I. - Excélsior. Marzo 22, 2007. México.